# Dascha Polanco
Dascha Polanco, född 3 december 1982 i Santo Domingo, Dominikanska republiken, är en amerikansk skådespelerska. Hon är mest känd för sin roll som internen Dayanara ”Daya” Diaz i tv-serien Orange Is the New Black. Inför den tredje säsongen av Orange Is the New Black blev Polancos karaktär en av huvudrollerna.. 
Polanco arbetade tidigare som medicintekniker och chef på ett sjukhus i Brooklyn innan hon registrerade sig på en skådespelarkurs och fick rollen i Orange Is the New Black. Hon har under hela sin uppväxt och skoltid tagit dramaklasser och varit intresserad av teater och film. 
Polanco har tre barn. Hennes mor dog kort innan hon började på Orange Is the New Black. Palenco även spanska på grund av sitt dominikanska ursprung.